# レンネル島

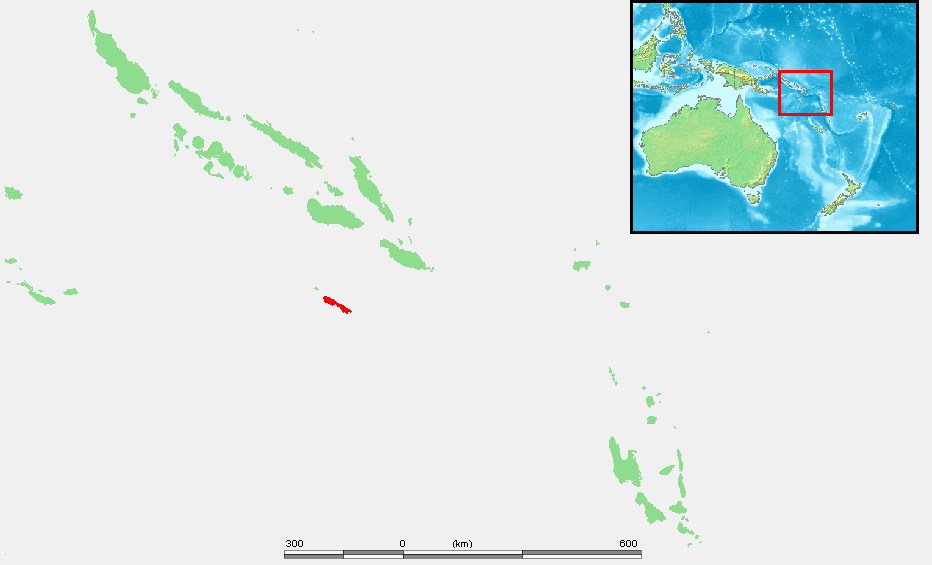
ソロモン諸島全図。赤色がレンネル島。

レンネル島(レンネルとう、Rennell Island )は、ソロモン諸島のレンネル・ベローナ州で最大の島。120から150mのがけによってほぼ完全に周囲を囲まれ、主に隆起したサンゴの石灰岩から成っている。東の端には汽水湖のテンガノ湖（テガノ湖とも）があり、一方西側は北の海岸から南の海岸まで比較的平坦な土地となっている。牧草地とならず森林となっているところは起伏のある丘があるが、これらは火山起源である。

## 解説
テンガノ湖は第二次世界大戦の太平洋戦線で日本軍、アメリカ軍の両軍で水上機基地として使用された。日本海軍の二式水上戦闘機はアメリカに制空権、制海権が移り基地が使用できなくなるまで運用された。アメリカのPBYカタリナが1943年以降、湖を基地として使用された。アメリカ軍は戦争が終わり、8機を本国に持ち帰らずにここに沈めた。地元の人々が人力発電機として使用するために星形エンジン1つの捜索を試みた。最初にシュノーケルで潜り手動工具を使ってエンジンは翼から文字通り切りとられた。それから手動ウィンチを使ってサンゴ礁岩の湖底を引きずった。多大な重量に打ち勝って引きずることには成功したが、「こぶ」の部分に間違いなく引っかかってしまった。放棄前にはプロペラの羽根の1枚が水上に出るほど湖岸の近くまで引き上げられた。しかし腐食が急速に進んでエンジンが使用不能となったので、更なる引き揚げは諦められた。
レンネル島はサンゴの環礁が隆起した島では世界一大きい。テンガノ湖は太平洋で最も大きい淡水湖であり、現在は世界遺産に登録されている。またレンネル島にはいくつかの固有種が生息する。レンネルカラスモドキ、レンネルオオメジロ、レンネルオオハシヒタキ、レンネルオウギビタキ、クロッカーウミヘビ（テンガノ湖）などである。

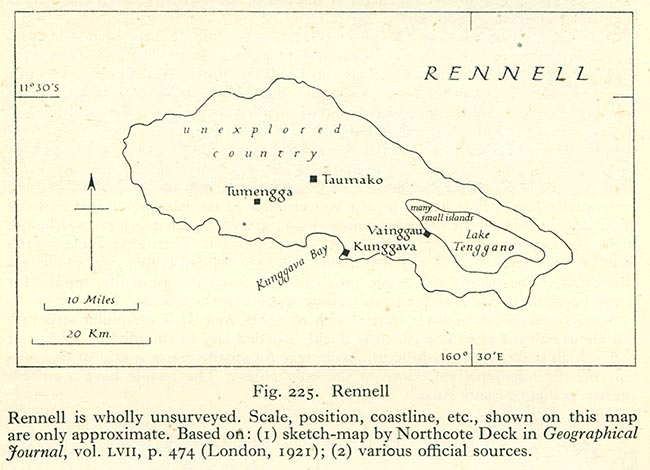
レンネル島の地図

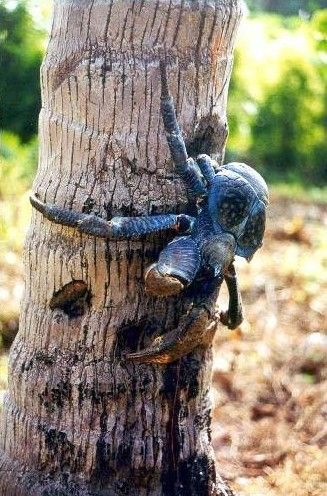
ヤシガニ

レンネルの人々は2つのキリスト教宗派によって湖側の低地帯と山の手側の2つに地理的に分かれる。東側、テンガノ湖の周辺の人々は南洋福音主義教会に従い、西部ではセブンスデー・アドベンチスト教会が占める。熱帯気候とサンゴ由来の薄い土壌のため、羊と牛の放牧には適さない。海産物を取るために島の周囲にある120から150mのがけを海岸から登って帰る苦労が村人にはある。かつては海岸での収穫物は、ひれと鱗を持つ魚類に限られ、貝類、ロブスター、その他の海産物は採られなかった。重大な食糧不足によりソロモン諸島政府はティラピアをテンガノ湖に放流することを試みた。この試みは塩水の条件下で成功したように思われ、現在では食事の主要部分となっている。ヤシガニは甲殻類であり海で生育するが、その地方の伝統によると聖書上の海産物ではなく、そのため収穫ができる。

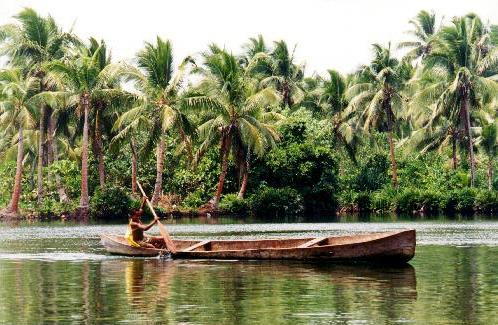
レンネル島の水辺

湖岸にある2つの村(HutunaとNiupani)には、新規にPeople First Network http://www.peoplefirst.net.sb 主導で経由する通信手段が確立されている。またそれらには2007年6月にEUが資金を供給する文部省プロジェクト http://www.peoplefirst.net.sb/DLCP/renbel.htm によって開設された通信教育センターを含んでいる。